# 1561
Il 1561 (MDLXI in numeri romani) è un anno  del XVI secolo.

## Eventi
- A Mosca viene completata la Cattedrale di San Basilio (iniziata nel 1534).
- Ivan IV primo sovrano russo ad assumere il titolo di czar, ora approvato con decreto dal patriarca di Costantinopoli.
- I primi calvinisti si insediano in Inghilterra dopo essere scappati dalle Fiandre.
- La Cattedrale di St. Paul a Londra viene gravemente danneggiata dal fuoco.
- La Svezia conquista la Livonia (la moderna Estonia).
- Editto di Orleans: Caterina de' Medici decreta la tolleranza verso gli ugonotti, a cui aderivano molti membri della nobiltà e della borghesia.
- Madrid viene dichiarata capitale di Spagna da Filippo II.
- Michelangelo Buonarroti completa Santa Maria degli Angeli e dei Martiri a Roma.
- Ruy López sviluppa in Spagna le moderne tecniche del gioco degli scacchi.
- Nei Paesi Bassi si ottengono, grazie a tecniche di ibridazione, i tulipani.
- 26 febbraio – È fondata la città di Santa Cruz de la Sierra in Bolivia.
- 14 aprile – Fenomeno celeste di Norimberga: migliaia di oggetti volanti non identificati sorvolano il cielo di Norimberga terrorizzando la popolazione.
- 19 agosto – Il terremoto del Vallo di Diano causa gravi danni e centinaia di morti nell'Italia meridionale.
- 15 ottobre – Papa Pio IV emana la bolla "Ad apostolicae dignitatis apicem" che costituisce l'atto ufficiale di fondazione dell'Almo Collegio Borromeo, in Pavia, per volontà del nipote cardinale Carlo Borromeo. Il progetto viene affidato all'architetto Pellegrino Tibaldi (1526-1596), detto "il Pellegrini" o "il Pellegrino", e la prima pietra sarà posata nel 1564.
- Francia: Dopo la morte di suo marito (re Francesco II) Maria Stuarda tornò in Scozia

### America del Nord
- Un corpo di spedizione spagnolo, guidato da Ángel de Villafañe, tenta di colonizzare la regione di Cape Hatteras (Carolina del Nord), ma si rivela l'ennesimo fallimento.
- 23 settembre – Scoraggiato dai numerosi tentativi di colonizzazione falliti, il re di Spagna Filippo II emette un'ordinanza reale che vieta qualsiasi futura spedizione coloniale in Florida.

## Nati

### Gennaio
- 6 gennaio - Heinrich Bocer, giurista e docente tedesco († 1630)
- 6 gennaio - Thomas Fincke, matematico e fisico danese († 1656)
- 22 gennaio - Francesco Bacone, filosofo, politico e giurista inglese († 1626)
- 24 gennaio - Camillo Cortellini, compositore italiano († 1630)

### Febbraio
- 13 febbraio - Basilius Besler, farmacista e botanico tedesco († 1629)
- 15 febbraio - Giovannetta di Sayn-Wittgenstein, nobile tedesca († 1622)
- 25 febbraio - Edward Talbot, VIII conte di Shrewsbury, politico inglese († 1617)

### Marzo
- 3 marzo - Camillo Procaccini, pittore italiano († 1629)
- 4 marzo - Ii Naomasa, generale giapponese († 1602)
- 9 marzo - Venceslao d'Asburgo,  austriaco († 1578)
- 29 marzo - Santorio Santorio, medico, filosofo e fisiologo italiano († 1636)

### Aprile
- 5 aprile - Filiberto Milliet, arcivescovo cattolico italiano († 1625)
- 20 aprile - Carlo II di Lorena-Vaudémont, cardinale e vescovo cattolico francese († 1587)

### Giugno
- 7 giugno - Giovanni VII di Nassau-Siegen, conte tedesco († 1623)
- 10 giugno - Giovanni Battista della Concezione, religioso spagnolo († 1613)
- 12 giugno - Anna di Württemberg, principessa tedesca († 1616)
- 13 giugno - Anna Maria di Anhalt, nobile tedesca († 1605)
- 26 giugno - Erdmuthe di Brandeburgo, principessa tedesca († 1623)

### Luglio
- 2 luglio - Christoph Grienberger, astronomo austriaco († 1636)
- 11 luglio - Luis de Góngora, religioso, poeta e drammaturgo spagnolo († 1627)
- 17 luglio - Jacopo Corsi, compositore italiano († 1602)
- 24 luglio - Anna Maria del Palatinato-Simmern, nobile tedesca († 1589)

### Agosto
- 4 agosto - John Harington, inventore, poeta e scrittore inglese († 1612)
- 20 agosto - Jacopo Peri, compositore, organista e tenore italiano († 1633)
- 24 agosto - Thomas Howard, I conte di Suffolk, nobile, politico e ammiraglio inglese († 1626)
- 24 agosto - Bartholomaeus Pitiscus, matematico, astronomo e teologo tedesco († 1613)
- 25 agosto - Johan Philip Lansberg, astronomo e prete olandese († 1632)

### Settembre
- 10 settembre - Hernando Arias de Saavedra, militare e politico spagnolo († 1634)
- 21 settembre - Edward Seymour, visconte Beauchamp, nobile inglese († 1612)
- 25 settembre - Adriaan van Roomen, matematico fiammingo († 1615)

### Ottobre
- 8 ottobre - Fujiwara Seika, filosofo giapponese († 1619)
- 15 ottobre - Martin Chemnitz, giurista e avvocato tedesco († 1627)
- 24 ottobre - Anthony Babington, nobile inglese († 1586)
- 27 ottobre - Mary Sidney, poetessa, scrittrice e traduttrice inglese († 1621)

### Novembre
- 1º novembre - Francesco Usper, organista e compositore italiano († 1641)
- 8 novembre - Francesco Mati, pittore italiano († 1623)
- 23 novembre - Eleonora d'Este, nobile italiana († 1637)

### Dicembre
- 7 dicembre - Kikkawa Hiroie, militare giapponese († 1626)

### Senza giorno specificato
- Robert Sackville, II conte di Dorset, politico inglese († 1609)
- Gaspar Aguilar, poeta e drammaturgo spagnolo († 1623)
- Girolamo Amati, liutaio italiano († 1630)
- Ashina Moritaka, militare giapponese († 1584)
- Bernardo de Balbuena, poeta spagnolo († 1627)
- Cristoforo Baschenis il Giovane, pittore italiano († 1626)
- William Bedwell, religioso, arabista e traduttore inglese († 1632)
- Henry Briggs, matematico britannico († 1630)
- Carlo Carafa, presbitero italiano († 1633)
- Gregorio Carbonelli, vescovo cattolico e teologo italiano († 1624)
- Guido Casoni, poeta, latinista e giurista italiano († 1642)
- Cheng Zongyou, scrittore cinese
- Cesare Clementini, storico e scrittore italiano († 1624)
- Leonardo Corona, pittore italiano († 1605)
- Orazio De Rossi, pittore italiano († 1626)
- Toussaint Dubreuil, pittore francese († 1602)
- Orazio Ferraro, pittore italiano († 1643)
- Richard Field, tipografo e editore inglese († 1624)
- Fukushima Masanori, generale giapponese († 1624)
- Léonard Gaultier, incisore francese († 1641)
- Hoshina Masamitsu, militare giapponese († 1631)
- Kaganoi Shigemochi, militare giapponese († 1600)
- Grzegorz Knapski, gesuita, grecista e filologo polacco († 1638)
- Marcello Lante, cardinale e vescovo cattolico italiano († 1652)
- Jacob Lorhard, filosofo tedesco († 1609)
- Orazio Ludovisi, I duca di Fiano, militare e diplomatico italiano († 1624)
- Christopher Newport, navigatore britannico († 1618)
- Adam van Noort, pittore fiammingo († 1641)
- Donal Cam O'Sullivan Beare, nobile e militare irlandese († 1618)
- Matthäus Rader, gesuita, umanista e filologo tedesco († 1634)
- Cornelis Danckerts de Rij, architetto e scultore olandese († 1634)
- Mariano Smiriglio, architetto, pittore e decoratore italiano († 1636)
- Robert Southwell, gesuita e poeta inglese († 1595)
- William Stanley, VI conte di Derby, nobile inglese († 1642)
- Tobias Verhaecht, pittore e disegnatore fiammingo († 1631)
- Giovanni Battista della Rovere, pittore italiano († 1627)

## Morti

### Gennaio
- 9 gennaio - Amago Haruhisa, militare giapponese (n. 1514)
- 9 gennaio - Luca Martini, ingegnere e scrittore italiano (n. 1507)
- 13 gennaio - Federico Magnus I di Solms-Laubach, nobile tedesco (n. 1521)
- 22 gennaio - Isabella Sforza, letterata italiana (n. 1503)
- 31 gennaio - Bayram Khan, generale (n. 1501)
- 31 gennaio - Menno Simons (n. 1496)

### Febbraio
- 2 febbraio - Giovanni Andrea Mercurio, cardinale e arcivescovo cattolico italiano (n. 1518)
- 4 febbraio - Robert de Lénoncourt, cardinale e arcivescovo cattolico francese
- 12 febbraio - Antonio Galli, poeta italiano (n. 1510)
- 13 febbraio - Francesco I di Nevers, nobile e militare francese (n. 1516)
- 16 febbraio - Cornelius Canis, cantore e compositore fiammingo
- 26 febbraio - Jorge de Montemayor, romanziere e poeta portoghese (n. 1520)

### Marzo
- 4 marzo - Lancelot Blondeel, pittore, incisore e ingegnere fiammingo (n. 1498)
- 4 marzo - Carlo Carafa, cardinale e militare italiano (n. 1517)
- 5 marzo - Giovanni Carafa, condottiero italiano
- 15 marzo - Gonçalo da Silveira, gesuita portoghese (n. 1526)
- 24 marzo - Giulio d'Este, nobile italiano (n. 1478)
- 25 marzo - Conrad Lycosthenes, umanista e enciclopedista francese (n. 1518)
- 30 marzo - Andrés Hurtado de Mendoza, militare spagnolo

### Aprile
- 21 aprile - Lucrezia di Cosimo I de' Medici, nobildonna italiana (n. 1545)

### Maggio
- 9 maggio - Antonio Barattucci, avvocato italiano (n. 1486)
- 16 maggio - Jan Tarnowski,  polacco (n. 1488)

### Giugno
- 6 giugno - Elisabetta della Rovere, nobildonna italiana (n. 1529)
- 6 giugno - Caterina di Meclemburgo-Schwerin, nobile tedesca (n. 1487)
- 20 giugno - Francis Hastings, II conte di Huntingdon, nobile inglese (n. 1514)
- 23 giugno - Saitō Yoshitatsu, militare giapponese (n. 1527)

### Luglio
- 9 luglio - Sebald Heyden, compositore e cantore tedesco (n. 1499)
- 10 luglio - Rüstem Pascià, generale e politico ottomano
- 14 luglio - Obata Toramori, militare giapponese (n. 1491)
- 15 luglio - Luisa di Borbone-Montpensier, nobile francese (n. 1482)

### Agosto
- 9 agosto - Claude de Longwy de Givry, vescovo cattolico e cardinale francese (n. 1481)
- 21 agosto - Domenico Trevisan, politico e diplomatico italiano (n. 1500)
- 28 agosto - Jacqueline de Longwy, nobile francese

### Settembre
- 5 settembre - Giovanni Antonio Delfini, francescano e teologo italiano (n. 1506)
- 10 settembre - Takeda Nobushige, militare giapponese (n. 1525)
- 25 settembre - Şehzade Bayezid, principe ottomano (n. 1527)
- 27 settembre - Paolo Battista de' Giudici, doge (n. 1490)
- 30 settembre - Michele Sidonio, teologo e vescovo cattolico tedesco (n. 1506)

### Ottobre
- 18 ottobre - Yamamoto Kansuke, militare giapponese (n. 1501)
- 27 ottobre - Lope de Aguirre, esploratore spagnolo

### Novembre
- 8 novembre - Ippolito Costa, pittore italiano (n. 1506)
- 14 novembre - Filippo III di Hanau-Münzenberg,  tedesco (n. 1526)

### Dicembre
- 6 dicembre - Silvia Ruffini, nobildonna italiana (n. 1475)
- 10 dicembre - Kaspar Schwenckfeld, teologo tedesco (n. 1489)
- 22 dicembre - Taddeo Gaddi, cardinale e arcivescovo cattolico italiano (n. 1520)
- 28 dicembre - Jacopo Marmitta, poeta e religioso italiano (n. 1504)

### Senza giorno specificato
- Matteo Bandello, vescovo cattolico e scrittore italiano (n. 1485)
- Simon Bening, miniatore fiammingo (n. 1483)
- Alonso Berruguete, pittore, scultore e architetto spagnolo (n. 1488)
- Diomede III Carafa, duca italiano (n. 1526)
- Marie Dentière, teologa belga
- Sigismondo II d'Este, nobile italiano (n. 1493)
- Gabriele Faerno, umanista e scrittore italiano (n. 1510)
- Battista Franco, pittore italiano
- Claude Garamond, tipografo francese (n. 1480)
- Ridolfo del Ghirlandaio, pittore italiano (n. 1483)
- Giovanni da Udine, pittore, decoratore e architetto italiano (n. 1487)
- Gülfem Hatun,  ottomana
- Ijuin Tadaaki, militare giapponese (n. 1520)
- Antoine Marcourt, religioso francese
- Luis de Milán, compositore spagnolo
- Federico Moncada, nobile e militare italiano
- Nagano Narimasa, militare giapponese (n. 1491)
- Giovanni Nasco, compositore fiammingo
- Ami Perrin, politico svizzero
- Callisto Piazza, pittore italiano (n. 1500)
- Glorietta Restivo, religiosa italiana
- Bernard Salomon, pittore, disegnatore e incisore francese (n. 1506)
- Johannes Sapidus, umanista, poeta e drammaturgo tedesco (n. 1490)
- Sayri Tupac, imperatore inca (n. 1535)
- Julio Segni, compositore, clavicembalista e organista italiano (n. 1498)
- Jane Seymour, nobile e scrittrice inglese (n. 1541)
- Madre Shipton,  inglese (n. 1488)
- Tamura Yoshiaki, militare giapponese
- Hans Tausen, teologo danese (n. 1494)
- Gerolamo Tessari, pittore italiano
- Pedro de Ursúa, esploratore spagnolo (n. 1526)
- Caspar Vopel, astronomo e cartografo tedesco (n. 1511)
- Afonso II del Congo, re
- Diogo I del Congo, re
- Özdemir Pascià, militare e politico ottomano

## Calendario
| Calendario 1561 | Calendario 1561 | Calendario 1561 | Calendario 1561 | Calendario 1561 | Calendario 1561 | Calendario 1561 | Calendario 1561 | Calendario 1561 | Calendario 1561 | Calendario 1561 | Calendario 1561 | Calendario 1561 | Calendario 1561 | Calendario 1561 | Calendario 1561 | Calendario 1561 | Calendario 1561 | Calendario 1561 | Calendario 1561 | Calendario 1561 | Calendario 1561 | Calendario 1561 | Calendario 1561 | Calendario 1561 | Calendario 1561 | Calendario 1561 | Calendario 1561 | Calendario 1561 | Calendario 1561 | Calendario 1561 | Calendario 1561 | Calendario 1561 |
| --------------- | --------------- | --------------- | --------------- | --------------- | --------------- | --------------- | --------------- | --------------- | --------------- | --------------- | --------------- | --------------- | --------------- | --------------- | --------------- | --------------- | --------------- | --------------- | --------------- | --------------- | --------------- | --------------- | --------------- | --------------- | --------------- | --------------- | --------------- | --------------- | --------------- | --------------- | --------------- | --------------- |
|                 | 1               | 2               | 3               | 4               | 5               | 6               | 7               | 8               | 9               | 10              | 11              | 12              | 13              | 14              | 15              | 16              | 17              | 18              | 19              | 20              | 21              | 22              | 23              | 24              | 25              | 26              | 27              | 28              | 29              | 30              | 31              |                 |
| Gennaio         | Me              | Gi              | Ve              | Sa              | Do              | Lu              | Ma              | Me              | Gi              | Ve              | Sa              | Do              | Lu              | Ma              | Me              | Gi              | Ve              | Sa              | Do              | Lu              | Ma              | Me              | Gi              | Ve              | Sa              | Do              | Lu              | Ma              | Me              | Gi              | Ve              |                 |
| Febbraio        | Sa              | Do              | Lu              | Ma              | Me              | Gi              | Ve              | Sa              | Do              | Lu              | Ma              | Me              | Gi              | Ve              | Sa              | Do              | Lu              | Ma              | Me              | Gi              | Ve              | Sa              | Do              | Lu              | Ma              | Me              | Gi              | Ve              |                 |                 |                 |                 |
| Marzo           | Sa              | Do              | Lu              | Ma              | Me              | Gi              | Ve              | Sa              | Do              | Lu              | Ma              | Me              | Gi              | Ve              | Sa              | Do              | Lu              | Ma              | Me              | Gi              | Ve              | Sa              | Do              | Lu              | Ma              | Me              | Gi              | Ve              | Sa              | Do              | Lu              |                 |
| Aprile          | Ma              | Me              | Gi              | Ve              | Sa              | Do              | Lu              | Ma              | Me              | Gi              | Ve              | Sa              | Do              | Lu              | Ma              | Me              | Gi              | Ve              | Sa              | Do              | Lu              | Ma              | Me              | Gi              | Ve              | Sa              | Do              | Lu              | Ma              | Me              |                 |                 |
| Maggio          | Gi              | Ve              | Sa              | Do              | Lu              | Ma              | Me              | Gi              | Ve              | Sa              | Do              | Lu              | Ma              | Me              | Gi              | Ve              | Sa              | Do              | Lu              | Ma              | Me              | Gi              | Ve              | Sa              | Do              | Lu              | Ma              | Me              | Gi              | Ve              | Sa              |                 |
| Giugno          | Do              | Lu              | Ma              | Me              | Gi              | Ve              | Sa              | Do              | Lu              | Ma              | Me              | Gi              | Ve              | Sa              | Do              | Lu              | Ma              | Me              | Gi              | Ve              | Sa              | Do              | Lu              | Ma              | Me              | Gi              | Ve              | Sa              | Do              | Lu              |                 |                 |
| Luglio          | Ma              | Me              | Gi              | Ve              | Sa              | Do              | Lu              | Ma              | Me              | Gi              | Ve              | Sa              | Do              | Lu              | Ma              | Me              | Gi              | Ve              | Sa              | Do              | Lu              | Ma              | Me              | Gi              | Ve              | Sa              | Do              | Lu              | Ma              | Me              | Gi              |                 |
| Agosto          | Ve              | Sa              | Do              | Lu              | Ma              | Me              | Gi              | Ve              | Sa              | Do              | Lu              | Ma              | Me              | Gi              | Ve              | Sa              | Do              | Lu              | Ma              | Me              | Gi              | Ve              | Sa              | Do              | Lu              | Ma              | Me              | Gi              | Ve              | Sa              | Do              |                 |
| Settembre       | Lu              | Ma              | Me              | Gi              | Ve              | Sa              | Do              | Lu              | Ma              | Me              | Gi              | Ve              | Sa              | Do              | Lu              | Ma              | Me              | Gi              | Ve              | Sa              | Do              | Lu              | Ma              | Me              | Gi              | Ve              | Sa              | Do              | Lu              | Ma              |                 |                 |
| Ottobre         | Me              | Gi              | Ve              | Sa              | Do              | Lu              | Ma              | Me              | Gi              | Ve              | Sa              | Do              | Lu              | Ma              | Me              | Gi              | Ve              | Sa              | Do              | Lu              | Ma              | Me              | Gi              | Ve              | Sa              | Do              | Lu              | Ma              | Me              | Gi              | Ve              |                 |
| Novembre        | Sa              | Do              | Lu              | Ma              | Me              | Gi              | Ve              | Sa              | Do              | Lu              | Ma              | Me              | Gi              | Ve              | Sa              | Do              | Lu              | Ma              | Me              | Gi              | Ve              | Sa              | Do              | Lu              | Ma              | Me              | Gi              | Ve              | Sa              | Do              |                 |                 |
| Dicembre        | Lu              | Ma              | Me              | Gi              | Ve              | Sa              | Do              | Lu              | Ma              | Me              | Gi              | Ve              | Sa              | Do              | Lu              | Ma              | Me              | Gi              | Ve              | Sa              | Do              | Lu              | Ma              | Me              | Gi              | Ve              | Sa              | Do              | Lu              | Ma              | Me              |                 |